# Station Voorst-Empe
Station Voorst-Empe is op 10 december 2006 heropend als station voor de Gelderse plaatsen Voorst en Empe op de lijn Apeldoorn - Zutphen. Er is één perron, waar in beide richtingen per uur twee stoptreinen stoppen. Voorzieningen zijn een wachthuisje, een kaartautomaat, een toilet en een fietsenstalling.
Het station ligt direct ten noorden van de bebouwde kom van Empe, binnen de grenzen van de gemeente Brummen.  De plaats Voorst ligt 500 meter noordelijker.
Het oorspronkelijke station Voorst, op dezelfde plek, werd op 15 mei 1876 geopend en op 15 mei 1938 gesloten. Het stationsgebouw is in 1946 gesloopt.

## Treinverbindingen
De volgende treinserie stopt te Voorst-Empe:
| Serie       | Treinsoort         | Route                             | Bijzonderheden |
| ----------- | ------------------ | --------------------------------- | -------------- |
| 17800 RS 30 | Stoptrein (Arriva) | Zutphen – Voorst-Empe – Apeldoorn |                |

## Afbeeldingen

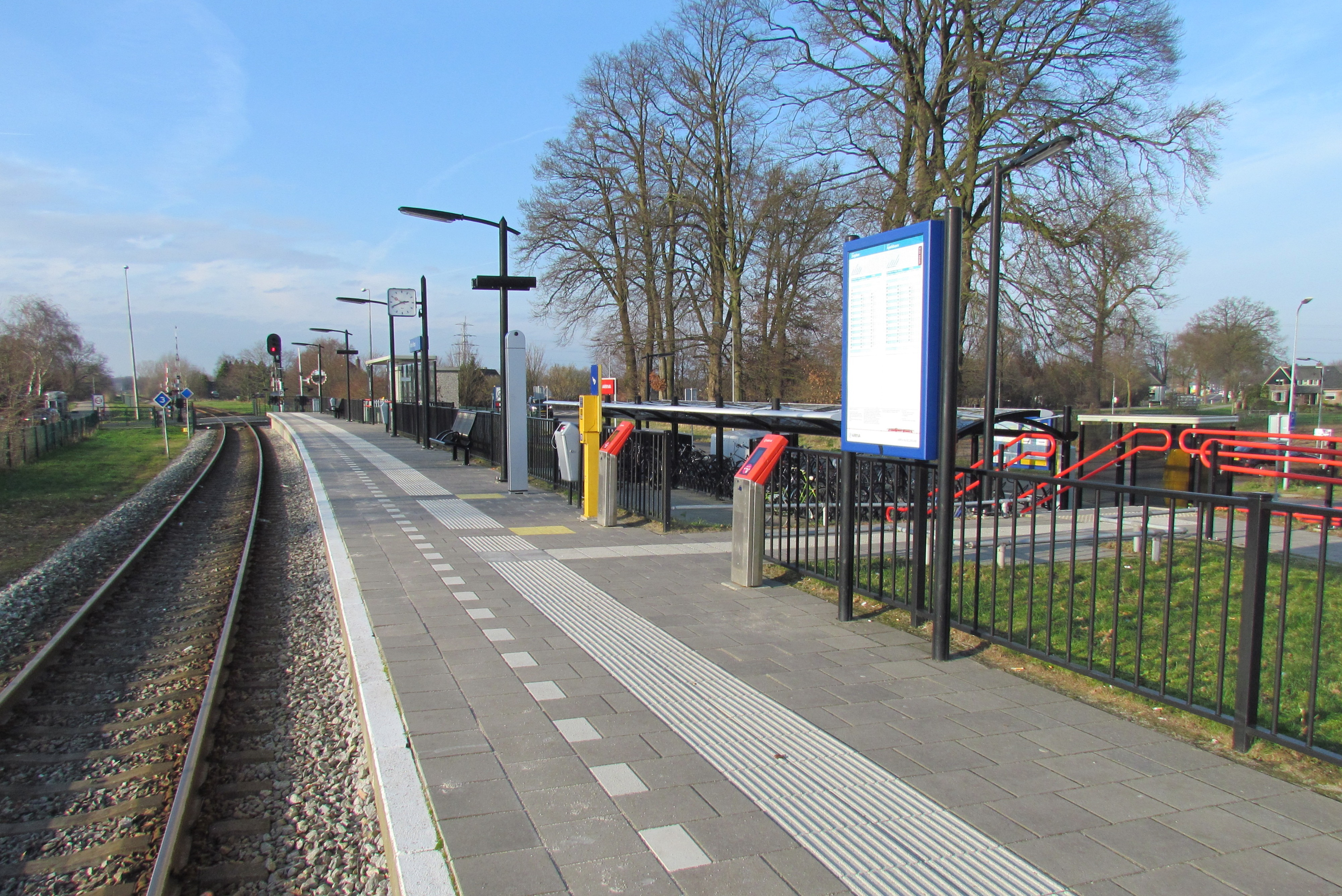
Perron (2014)
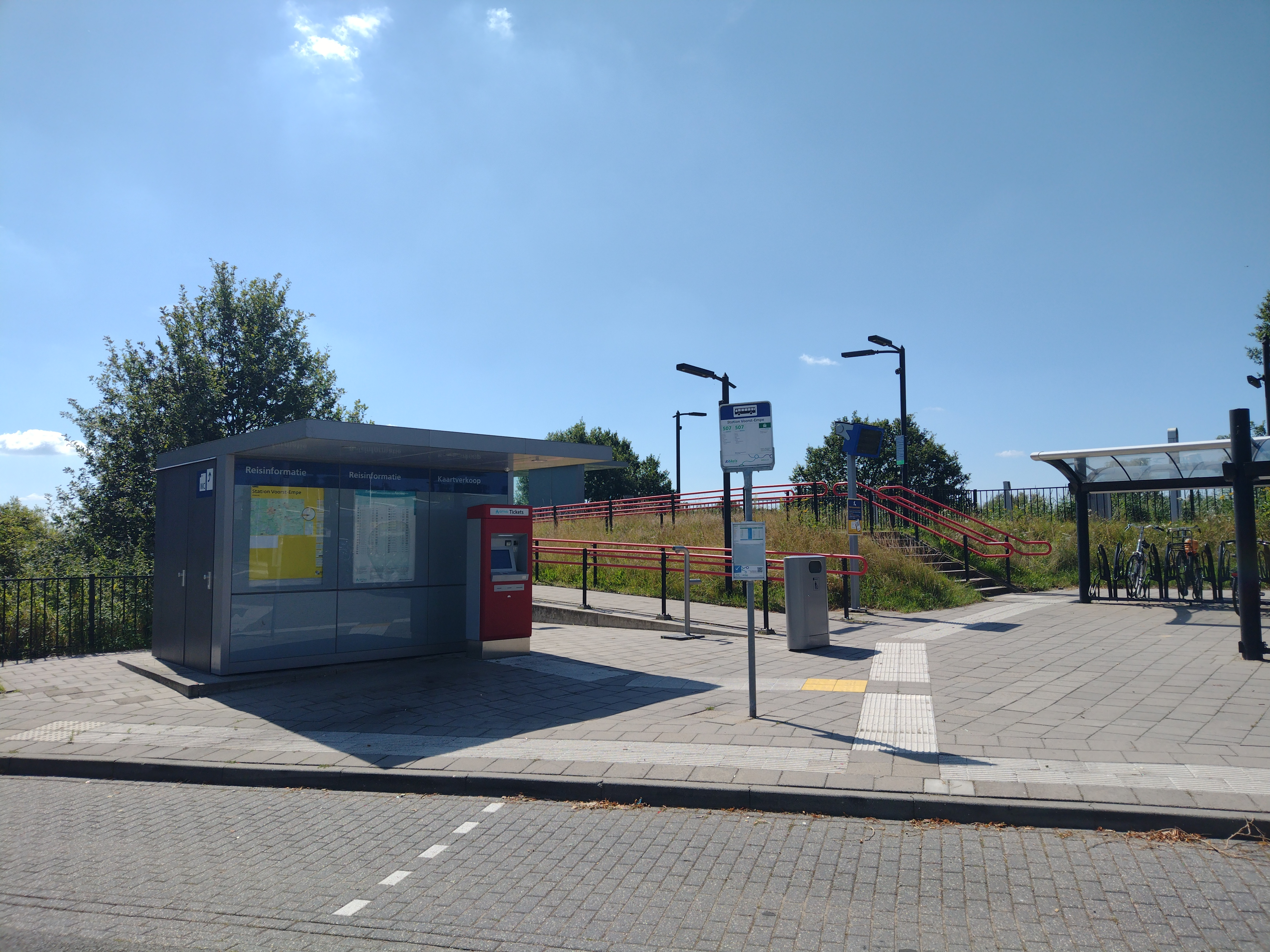
Het station in 2024
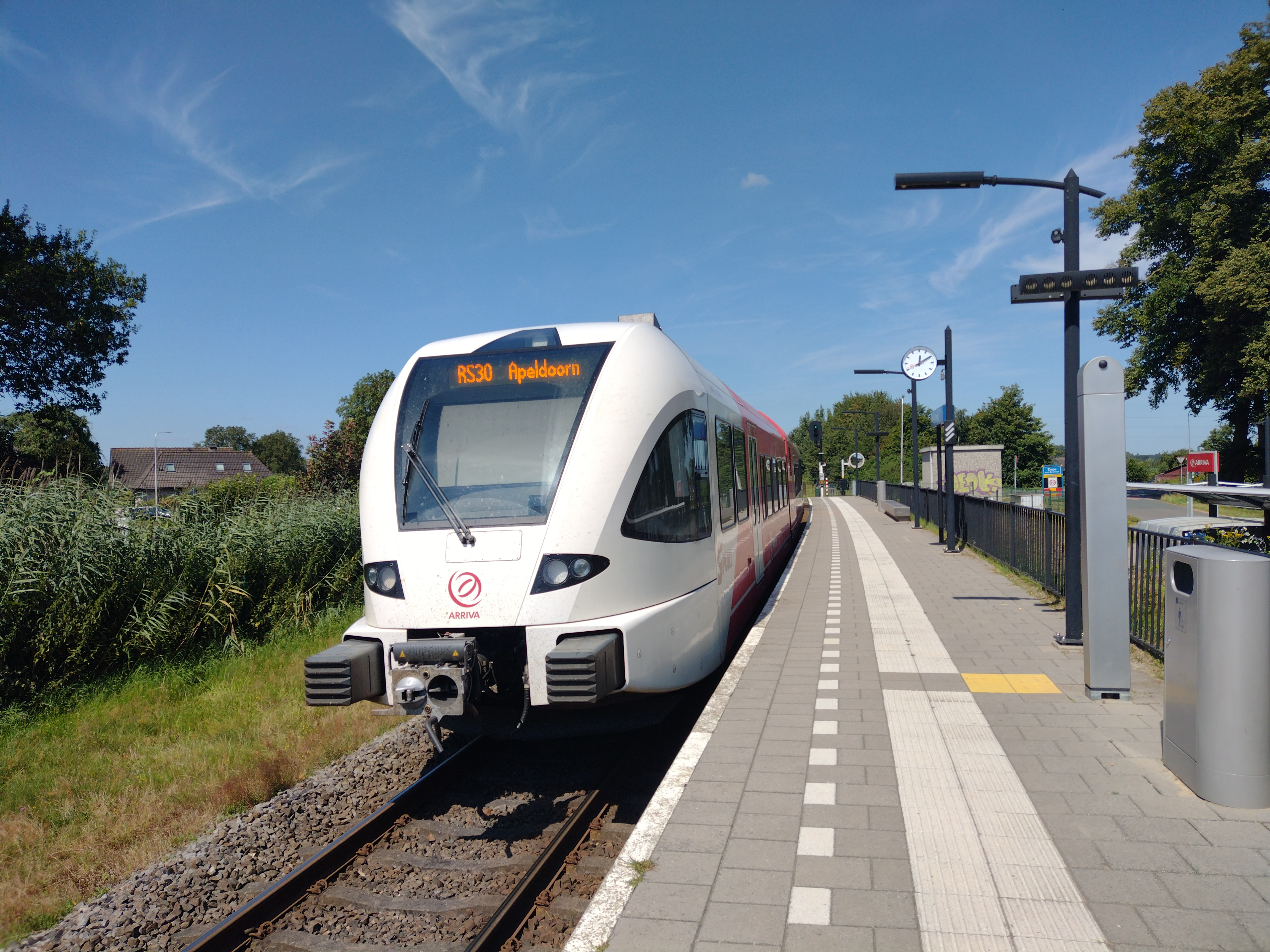
Arriva GTW op het station
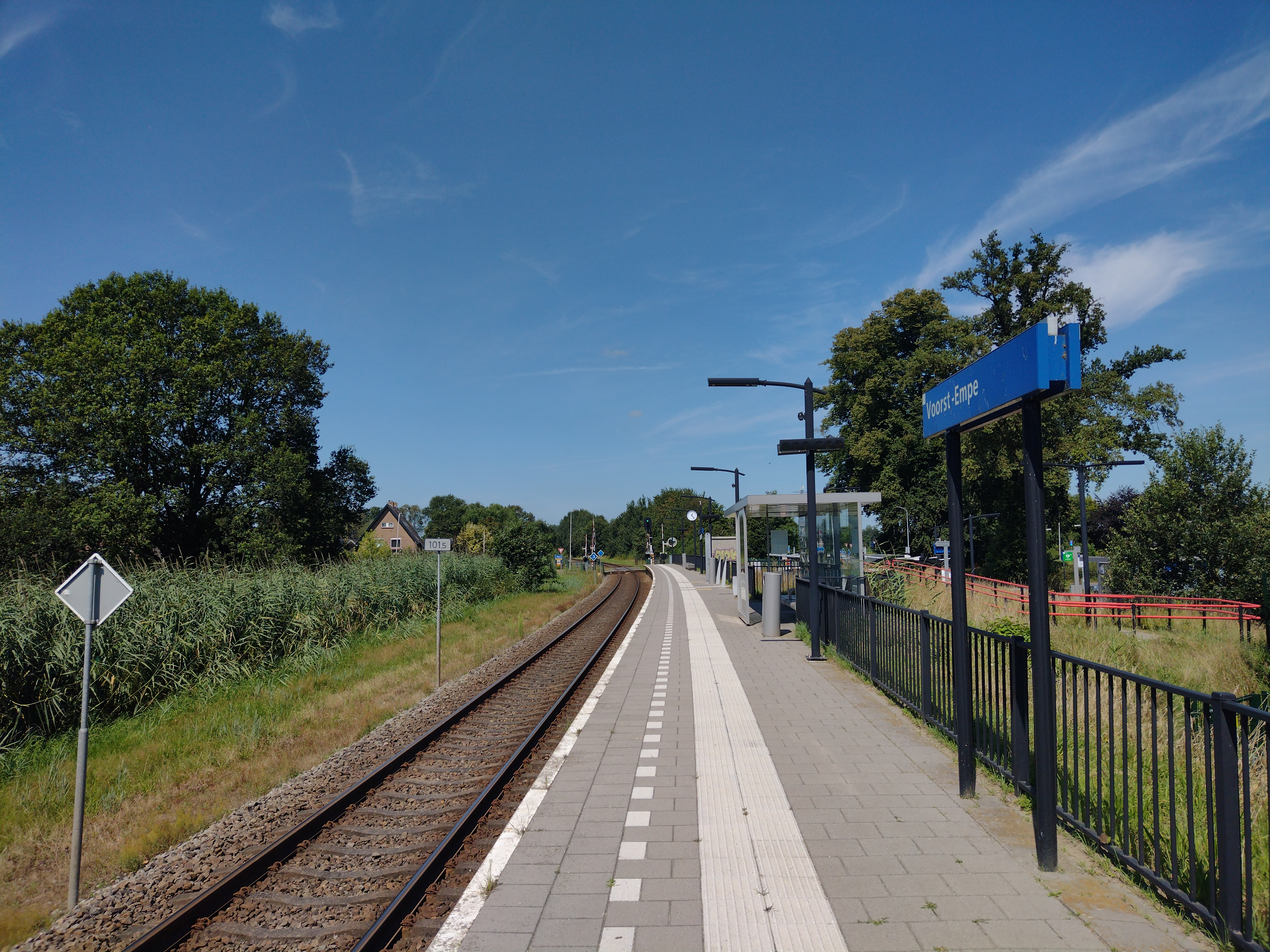
Perron